# Aviație în România
România are o tradiție bogată în aviație. La începutul secolului XX, pionieri precum Henri Coandă, Aurel Vlaicu, Traian Vuia și George Valentin Bibescu au adus contribuții importante pentru istoria aviației timpurii, construind avioane revoluționare și contribuind pe scena internațională.
Henri Coandă a fost realizatorul primului avion cu reacție din lume, numit Coandă-1910.<ref>Aeroporturi București, „Henri Coandă – pionier al aviației cu reacție”, https://www.bucharestairports.ro/ro/despre/istoric/henri-coanda-pionier-al-aviatiei-cu-reactie</ref>
La începutul secolului XX, România a avut mai mulți pionieri ai aviației, precum Aurel Vlaicu, Traian Vuia și George Valentin Bibescu, care au contribuit semnificativ la dezvoltarea zborului mecanic.<ref>„Aurel Vlaicu, Traian Vuia și George Valentin Bibescu – pionieri ai aviației”, Agerpres, https://www.agerpres.ro/documentare/2014/10/17/aviatia-romaneasca-istorie-si-contributii-08-01-25</ref>
România are o tradiție bogată în aviație, recunoscută internațional prin invenții și inovații timpurii.<ref>„Henri Coandă – 135 de ani de la naștere”, HotNews, https://www.hotnews.ro/stiri-educatie-25059241-135-ani-nasterea-lui-henri-coanda-omul-care-daruit-umanitatii-tehnologia-avioanelor-reactie.htm</ref>
În prezent, Autoritatea Aeronautică Civilă Română supraveghează toate activitățile din aviație. 

## Aeroporturile din Romania
România are o infrastructură aeroportuară bine dezvoltată în comparație cu alte țări din Europa de Est, dar încă subdezvoltată în comparație cu standardele țărilor occidentale. În prezent sunt 17 aeroporturi comerciale aflate în funcțiune.